# Gianfranco Gaspari
Gianfranco Gaspari (Cortina d'Ampezzo, 5 de agosto de 1938) es un deportista italiano que compitió en bobsleigh en las modalidades doble y cuádruple.
Ganó cuatro medallas en el Campeonato Mundial de Bobsleigh entre los años 1966 y 1971, y una medalla en el Campeonato Europeo de Bobsleigh de 1970.

## Palmarés internacional
| Campeonato Mundial | Campeonato Mundial           | Campeonato Mundial | Campeonato Mundial |
| Año                | Lugar                        | Medalla            | Prueba             |
| ------------------ | ---------------------------- | ------------------ | ------------------ |
| 1966               | Cortina d'Ampezzo (Italia)   | Medalla de plata   | Doble              |
| 1969               | Lake Placid (Estados Unidos) | Medalla de plata   | Cuádruple          |
| 1969               | Lake Placid (Estados Unidos) | Medalla de bronce  | Doble              |
| 1971               | Cervinia (Italia)            | Medalla de oro     | Doble              |
| Campeonato Europeo |                              |                    |                    |
| Año                | Lugar                        | Medalla            | Prueba             |
| 1970               | Cortina d'Ampezzo (Italia)   | Medalla de oro     | Doble              |